# Reichsrat (Deutschland)

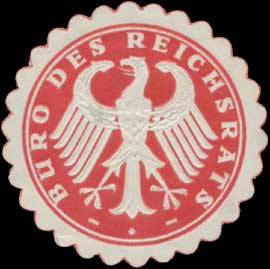
Büro des Reichsrats – Siegelmarke

Der Reichsrat war die Vertretung der Gliedstaaten (Länderkammer) in der Weimarer Republik (1919–1933). Gemäß Artikel 60 der Weimarer Reichsverfassung war er das Organ „zur Vertretung der Länder bei der Gesetzgebung und Verwaltung“ auf Reichsebene. Er trat an die Stelle des Bundesrates im Deutschen Kaiserreich und des Übergangsgremiums Staatenausschuss. In der Zeit des Nationalsozialismus (1933–1945) bedeutungslos geworden, wurde der Reichsrat schließlich per Gesetz im Februar 1934 aufgelöst.

## Zusammensetzung
Der Reichsrat setzte sich aus Vertretern der 18 deutschen Länder zusammen. Sie wurden von den Landesregierungen entsandt und hatten ein imperatives Mandat. Nur in Preußen wurde die Hälfte der Reichsratsmitglieder nicht von der Staatsregierung bestimmt, sondern von den Provinzialverbänden.
Die Zahl der Vertreter eines Landes war abhängig von seiner Einwohnerzahl: Jedes Land hatte mindestens eine Stimme und damit Anspruch auf ein Mitglied. Bei größeren Staaten entfiel auf jeweils 700.000 Einwohner eine Stimme (zuvor auf eine Million Einwohner, geändert durch ein Reichsgesetz 1921), ein Rest von mindestens 350.000 Einwohnern (vormals 500.000) wurde mit 700.000 gleichgerechnet. Kein Staat durfte aber mehr als zwei Fünftel (40 %) aller Stimmen bzw. Mitglieder auf sich vereinen. Dies betraf Preußen, dessen Einwohnerzahl einen Stimmenanteil von über sechzig Prozent gerechtfertigt hätte. 
Eine zusätzliche Schwächung der immer noch starken preußischen Position war die zwangsweise Zusammensetzung der preußischen Reichsratsmitglieder: Ab dem 14. Juli 1921 durfte die Hälfte nicht von der Staatsregierung, sondern musste von den Provinzialverbänden der Preußischen Provinzen entsandt werden. Mit dieser Clausula antiborussica sollte ein zu starkes Einwirken der Staatsregierung verhindert und zugleich eine gewisse Fairness gegenüber den kleineren, stimmschwächeren Staaten erreicht werden.
Die Stimmverteilung im Reichsrat sah folgendermaßen aus (Sortierung nach Anzahl der Sitze bzw. alphabetisch):
| Länder               | 15. August 1919 | 1. Mai 1920 | 14. Juli 1921 | 15. Mai 1926 | 1. April 1929 |
| -------------------- | --------------- | ----------- | ------------- | ------------ | ------------- |
| Preußen              | 25              | 22          | 26            | 27           | 26            |
| Bayern               | 7               | 7           | 10            | 11           | 11            |
| Sachsen              | 5               | 5           | 7             | 7            | 7             |
| Württemberg          | 3               | 3           | 4             | 4            | 4             |
| Baden                | 3               | 3           | 3             | 3            | 3             |
| Thüringen            | 7               | 2           | 2             | 2            | 2             |
| Hessen               | 2               | 2           | 2             | 2            | 2             |
| Hamburg              | 1               | 1           | 2             | 2            | 2             |
| Anhalt               | 1               | 1           | 1             | 1            | 1             |
| Braunschweig         | 1               | 1           | 1             | 1            | 1             |
| Bremen               | 1               | 1           | 1             | 1            | 1             |
| Lippe                | 1               | 1           | 1             | 1            | 1             |
| Lübeck               | 1               | 1           | 1             | 1            | 1             |
| Mecklenburg-Schwerin | 1               | 1           | 1             | 1            | 1             |
| Mecklenburg-Strelitz | 1               | 1           | 1             | 1            | 1             |
| Oldenburg            | 1               | 1           | 1             | 1            | 1             |
| Schaumburg-Lippe     | 1               | 1           | 1             | 1            | 1             |
| Waldeck-Pyrmont      | 1               | 1           | 1             | 1            | –             |
| Summen               | 63              | 55          | 66            | 68           | 66            |

1. ↑  Thüringische Sitze 1919: Jedes der sieben thüringischen Länder (Reuß, Sachsen-Altenburg, Sachsen-Gotha, Sachsen-Meiningen, Sachsen-Weimar-Eisenach, Schwarzburg-Rudolstadt, Schwarzburg-Sondershausen) hatte je einen Sitz. Das vereinigte Land Thüringen entstand am 1. Mai 1920.
2. ↑  Am 1. April 1929 vereinigte sich der Freistaat Waldeck mit Preußen, seine Stimme entfiel damit.

## Organisation
Der Reichsrat trat wie zuvor der Bundesrat in einem vom Architekten Paul Wallot eigens dafür vorgesehenen Saal im Reichstagsgebäude zusammen.
Obwohl der Reichsrat neben dem Reichstag das zweite Gesetzgebungsorgan auf Reichsebene war, oblag seine Einberufung der Reichsregierung. Auch den Vorsitz des Reichsrates führte wie schon im Bundesrat des Norddeutschen Bundes und des Kaiserreichs jeweils ein Mitglied der Reichsregierung, in der Regel der Innenminister.
Der Reichsrat teilte sich in Fachausschüsse, innerhalb derer die Mitglieder in ihrer Stimmenzahl gleichberechtigt waren. Innerhalb des Reichsrates durften jedes Mitglied sowie die Mitglieder der Reichsregierung Anträge stellen; hierin unterschied er sich vom früheren Bundesrat, in dem die Reichsregierung kein Initiativrecht hatte. Über die Anträge wurde mit einfacher (relativer) Mehrheit entschieden.

## Rechte
Der Reichsrat hatte das Recht,
- die Einbringung eines Gesetzes zu verlangen, wobei die Reichsregierung hierzu Stellung beziehen durfte,
- sich von der Reichsregierung über laufende Regierungsgeschäfte unterrichten zu lassen und
- gegen vom Reichstag beschlossene Gesetze ein Veto einzulegen, das allerdings mit Zweidrittelmehrheit des Reichstags überwunden werden konnte.

Anders als zum Beispiel der Bundesrat nach 1949 konnte der Reichsrat keine eigenen Gesetzesentwürfe einbringen.

## Beurteilung
Der Reichsrat war in der Tradition des Föderalismus in Deutschland die institutionalisierte Vertretung der Länderinteressen auf der Ebene des Nationalstaats. Insgesamt hatte der Reichsrat gegenüber seinem Vorgänger, dem Bundesrat und nominell höchsten Verfassungsorgan des föderalen Kaiserreichs, an Bedeutung verloren, vor allem weil ihm die Gleichberechtigung im Gesetzgebungsprozess verloren ging. Außerdem verlor er an Unabhängigkeit, da die Reichsregierung nicht nur die Leitung innehatte, sondern auch direkt Gesetze einbringen konnte, während es sich beim Bundesrat theoretisch um eine, wenn auch durch Preußen bestimmte, reine Vertretung der Interessen der Landesfürsten gehandelt hatte, denen die Reichsleitung zu folgen hatte.
Zwar hatte der Reichsrat Mitberatungs- und Vetorecht bei der Gesetzgebung. Der Reichstag konnte aber mit Zweidrittelmehrheit ein Veto des Reichsrates überstimmen und war somit nominell das stärkere der beiden parlamentarischen Organe. Da die Zusammensetzung des Reichstags mit seinen vielen Fraktionen die Vereinigung von zwei Dritteln der Stimmen aber nicht einfach machte, waren die Regierungsfraktionen in der Regel bestrebt, im Vorfeld zu einer Einigung mit dem Reichsrat zu gelangen. Der Vorsitz durch die Reichsregierung beschnitt den Reichsrat ebenfalls in seinen Souveränitätsrechten: Er konnte sich nur selbst einberufen, wenn ein Drittel der Mitglieder das gegenüber der Reichsregierung forderte. Durch den Vorsitz eines Reichsministers hatte die Reichsregierung einen bestimmenden Einfluss auf den Geschäftsgang.
Der Reichsrat war kein rein legislatives Organ, da er bei der Verwaltung des Reiches mitwirkte, indem der Großteil der Verordnungen seiner Zustimmung bedurfte. Damit konnten die Länder, gestützt auf die Expertise ihrer Ministerialbürokratien, enormen Einfluss auf die Ausführungsbestimmungen zu Reichsgesetzen nehmen, die sie in der Regel auch in eigener Kompetenz ausführten. Aufgrund der relativen Stabilität der Landesregierungen wurde der Reichsrat vor allem in der Endphase der Weimarer Republik, als der Reichstag zunehmend handlungsunfähig war, als einer der letzten Stabilitätsanker der Reichsinstitutionen gesehen.
Die Schwächung der Länderkammer im Vergleich zur Verfassung des Kaiserreichs fügt sich insgesamt aber ein in die generell deutlich zentralistischere Weimarer Reichsverfassung, die die Gesetzgebungskompetenz des Reiches sowie dessen Aufsichtsrechte gegenüber den Ländern wesentlich erweiterte. Die nun angenommene staatsrechtliche „Hoheit des Reichs über die Länder“ (Gerhard Anschütz) im Verein mit der Reichsfinanzreform Matthias Erzbergers 1919/1920 führten zu einer deutlichen Schwächung der Stellung der Gliedstaaten, die erst mit dem Grundgesetz für die Bundesrepublik Deutschland wieder rückgängig gemacht wurde. Dessen Länderkammer, der Bundesrat, orientiert sich in Zusammensetzung und Kompetenzen am Reichsrat. Im Vergleich zu diesem hat er bei den Zustimmungsgesetzen mit seinem absoluten Vetorecht eine stärkere Position, bei den Einspruchsgesetzen jedoch eine schwächere Position, da der Bundestag ein Bundesratsveto hier bereits mit einfacher Mehrheit zurückweisen kann.

## Ende in der Zeit des Nationalsozialismus
Im Zuge der nationalsozialistischen Machtübernahme 1933 wurden die Länder des Deutschen Reiches gleichgeschaltet. Während Preußen bereits 1932 im Preußenschlag von der Regierung unter Reichskanzler Franz von Papen übernommen worden war, setzte die neue NS-Reichsregierung auf Grund der Reichstagsbrandverordnung vom 28. Februar 1933 in allen Ländern von ernannten Reichskommissaren geführte Regierungen ein. Da diese nun die Mitglieder des Reichsrates benannten, hatte die NSDAP schnell eine sehr große Mehrheit in der Länderkammer. Diese nutzte sie dann dazu, um am 24. März 1933 das vom Reichstag beschlossene Ermächtigungsgesetz durchzuwinken. Als Gesetz, das in die Verfassung eingreift, brauchten sie hier die Zustimmung der Ländervertretung. Das garantierte zunächst den Weiterbestand des Reichsrates.
Mit dem ersten Gleichschaltungsgesetz vom 31. März 1933 waren die Einflussmöglichkeiten der Landesparlamente bereits stark beschnitten worden. Mit dem Gesetz über den Neuaufbau des Reichs vom 30. Januar 1934 wurden die Landesparlamente schließlich abgeschafft. Damit waren die Hoheitsrechte der Länder auf das Reich übertragen. Da auch dieses Gesetz in die Verfassung eingriff, musste der Reichsrat, der inzwischen nur aus NS-Vertretern bestand, zustimmen. Dies fand in seiner letzten Sitzung am 30. Januar 1934 statt. Da die Länder nun nur noch Verwaltungseinheiten des Zentralstaates waren, hatte ihre Vertretung ihren Sinn verloren. Seine Abschaffung war nun möglich, da mit dem Reichsneuaufbaugesetz die Reichsregierung auch das Recht hatte, Verfassungsrecht zu setzen. Der Reichsrat wurde am 14. Februar 1934 durch das von der Reichsregierung beschlossene Gesetz über die Aufhebung des Reichsrats formal aufgelöst. Im zentralistischen NS-Staat gab es keinen Platz mehr für eine Länderkammer.

## Nachwirkungen
In der Bundesrepublik Deutschland übernimmt der Bundesrat seit 1949 die Funktion der Vertretung der Länder. In der ehemaligen DDR hatte für kurze Zeit die Länderkammer diese Funktion.